# Saint-Médard-Nicourby
Saint-Médard-Nicourby – miejscowość i gmina we Francji, w regionie Oksytania, w departamencie Lot.
Według danych na rok 1990 gminę zamieszkiwało 101 osób, a gęstość zaludnienia wynosiła 13 osób/km² (wśród 3020 gmin regionu Midi-Pireneje Saint-Médard-Nicourby plasuje się na 962. miejscu pod względem liczby ludności, natomiast pod względem powierzchni na miejscu 1266.).